# Renault Espace III
Renault Espace III (Typ JE) bezeichnet die dritte Generation der Großraumlimousine Espace von Renault.

## Modellgeschichte
| Sterne im Euro-NCAP-Crashtest |

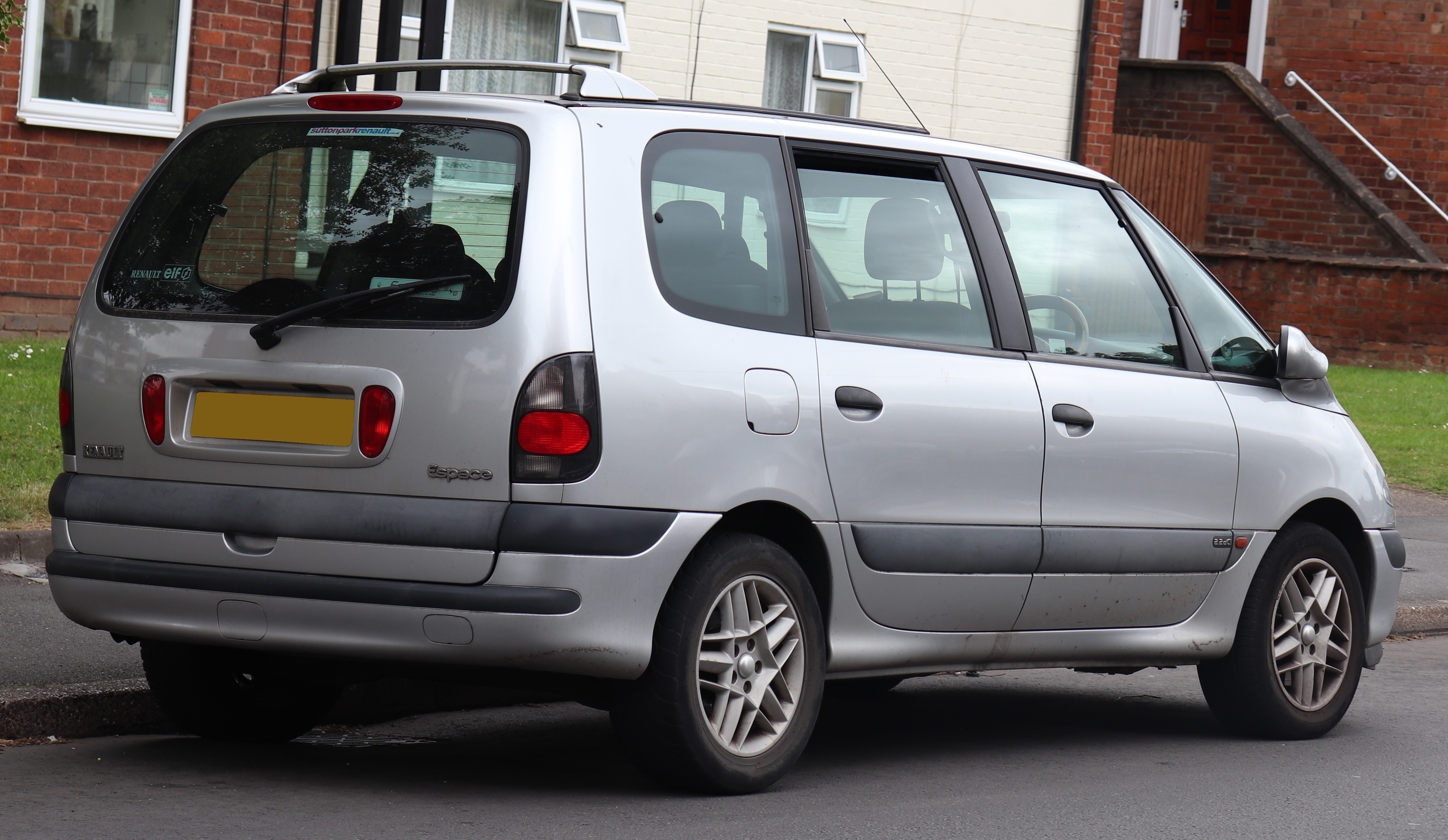
Heckansicht

Die ab November 1996 angebotene dritte Generation (intern Typ JE genannt) wurde wie seine Vorgänger bei Matra entwickelt sowie montiert und besaß wie die Vorgänger eine Kunststoffkarosserie auf einem verzinkten Stahlchassis.
Der JE erhielt neu entwickelte Vierzylindermotoren, die erstmals quer eingebaut waren. Es gab Ottomotoren von 2,0 Liter mit 84 kW (114 PS) bis 3,0 Liter mit 140 kW (190 PS). Der V6-Benziner aus dem Typ J63 (mit 12 Ventilen) wurde noch bis 1998 in einer leistungsgesteigerten Version von 123 kW (167 PS) produziert und dann von einem neu entwickelten V6 mit 3,0 l Hubraum, 24 Ventilen und 140 kW (190 PS) abgelöst. Zeitgleich wurde auch das CAN-Bus System im Espace eingeführt. Auch die Dieselmotoren wurden im Laufe der Produktionszeit modernisiert, die Motoren reichten von 1,9 Liter mit 72 kW (98 PS) bis 2,2 Liter mit 95 kW (129 PS).
Zur IAA 1997 wurde zusätzlich zum Grundmodell der nochmals um 27 Zentimeter längere Grand Espace angeboten, der als erster Van überhaupt vier Euro-NCAP-Sterne für vorbildliche Sicherheit erhielt. Von dieser Generation wurden bis September 2002 insgesamt 357.120 Fahrzeuge gefertigt. Der Grand Espace vom Typ JE bietet von allen Espace den größten Innenraum, besitzt aber auch die größten Außenmaße.

### Modellpflege

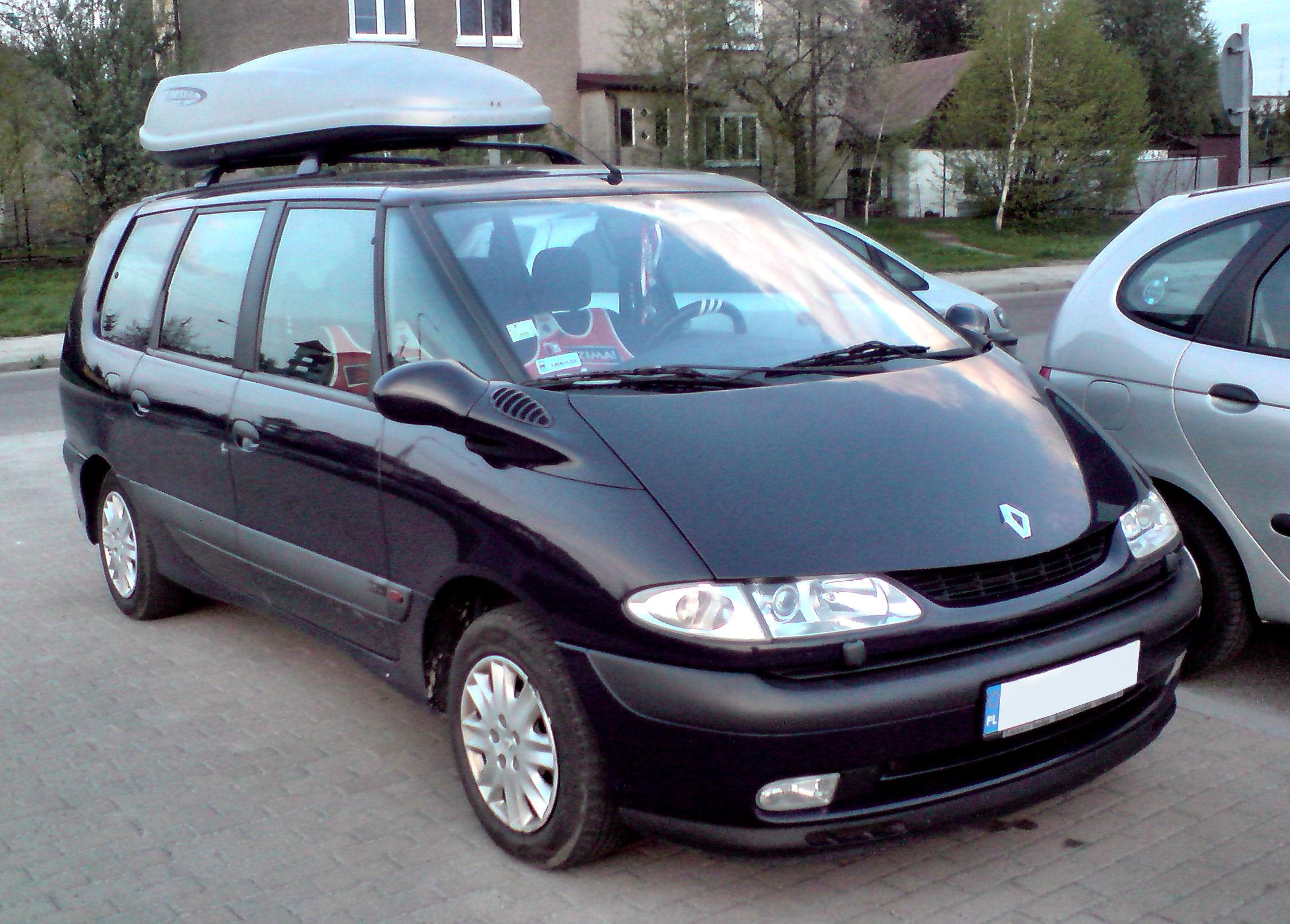
Renault Espace (2000–2002)

Zu den Werksferien im Sommer 2000 wurde ein Facelift durchgeführt, äußerlich erkennbar an den Klarglasscheinwerfern.
Zudem wurden Änderungen in den Modellbezeichnungen vorgenommen: Gab es bis dahin noch die Ausführungen RT, RXE, Elyssee und Initiale, so enthielt der Verkaufsprospekt ab September 2000 die Bezeichnungen Authentique, Expression, Privilege und Initiale. Auch der Dieselmotor wurde überarbeitet, aus dem Vorkammerdiesel mit 83 kW (113 PS) wurden zwei Commonrail-Dieselmotoren mit 85 kW (115 PS) und 95 kW (129 PS).
Der Zweiliter-Benziner mit acht Ventilen und 84 kW (114 PS) wurde bereits kurz nach der Überarbeitung aus dem Programm genommen, wodurch der 16V-Motor (Typ: F4R) nun Standardmotor war und bis zur Einstellung im Oktober 2002 zusammen mit dem 2,2 dCi und dem 3,0 V6 24V produziert wurde.

## Schwestermodelle
Im Herbst 2001 wurde ein auf dem Typ JE basierendes viersitziges Coupé mit Kunststoffkarosserie vorgestellt, der Renault Avantime. Seine Produktion wurde nach 18 Monaten infolge der Insolvenz von Matra im Frühjahr 2003 eingestellt.

## Technische Daten
|                                                 | 2,0                        | 2,0 16V                    | 3,0 V6                     | 3,0 V6 24V                 | 1,9 dTi                    | 2,2 dT                     | 2,2 dCi                    | 2,2 dCi                    |
| Bauzeitraum                                     | 11/1996–10/2000            | 10/1998–10/2002            | 11/1996–10/1998            | 10/1998–02/2002            | 02/1999–10/2002            | 11/1996–10/2000            | 07/2000–10/2002            | 10/2000–10/2002            |
| Motorkenndaten                                  |                            |                            |                            |                            |                            |                            |                            |                            |
| Motorkennung                                    | F3R 728/729/742/ 768/769   | F4R 700/701                | Z7X 775                    | L7X 727                    | F9Q 722                    | G8T 714/716/760            | G9T 710                    | G9T 642                    |
| Motortyp                                        | R4-Ottomotor               | R4-Ottomotor               | V6-Ottomotor               | V6-Ottomotor               | R4-Dieselmotor             | R4-Dieselmotor             | R4-Dieselmotor             | R4-Dieselmotor             |
| Anzahl Ventile pro Zylinder                     | 2                          | 4                          | 2                          | 4                          | 2                          | 3                          | 4                          | 4                          |
| Ventilsteuerung                                 | OHC, Zahnriemen            | DOHC, Zahnriemen           | 2 × OHC, Kette             | 2 × DOHC, Zahnriemen       | OHC, Zahnriemen            | OHC, Zahnriemen            | DOHC, Zahnriemen           | DOHC, Zahnriemen           |
| Gemischaufbereitung                             | Saugrohreinspritzung       | Saugrohreinspritzung       | Saugrohreinspritzung       | Saugrohreinspritzung       | Direkt- einspritzung       | Vorkammer- einspritzung    | Common-Rail-Einspritzung   | Common-Rail-Einspritzung   |
| Motoraufladung                                  | –                          | –                          | –                          | –                          | Turbolader, Ladeluftkühler | Turbolader, Ladeluftkühler | Turbolader, Ladeluftkühler | Turbolader, Ladeluftkühler |
| Kühlung                                         | Wasserkühlung              | Wasserkühlung              | Wasserkühlung              | Wasserkühlung              | Wasserkühlung              | Wasserkühlung              | Wasserkühlung              | Wasserkühlung              |
| Bohrung × Hub                                   | 82,7 mm × 93,0 mm          | 82,7 mm × 93,0 mm          | 93,0 mm × 72,7 mm          | 87,0 mm × 82,6 mm          | 80,0 mm × 93,0 mm          | 87,0 mm × 92,0 mm          | 87,0 mm × 92,0 mm          | 87,0 mm × 92,0 mm          |
| Hubraum                                         | 1998 cm³                   | 1998 cm³                   | 2963 cm³                   | 2946 cm³                   | 1870 cm³                   | 2188 cm³                   | 2188 cm³                   | 2188 cm³                   |
| Verdichtungsverhältnis                          | 9,8:1                      | 10,0:1                     | 9,6:1                      | 10,5:1                     | 18,3:1                     | 22,0:1                     | 18,0:1                     | 18,0:1                     |
| max. Leistung bei 1/min                         | 84 kW (114 PS) /5400       | 103 kW (140 PS) /5500      | 123 kW (167 PS) /5500      | 140 kW (190 PS) /5750      | 72 kW (98 PS) /4000        | 83 kW (113 PS) /4500       | 85 kW (115 PS) /4000       | 95 kW (129 PS) /4000       |
| max. Drehmoment bei 1/min                       | 168 Nm /3500               | 188 Nm /3750               | 235 Nm /4500               | 267 Nm /4000               | 190 Nm /2000               | 250 Nm /2000               | 290 Nm /1750               | 290 Nm /1750               |
| Kraftübertragung                                |                            |                            |                            |                            |                            |                            |                            |                            |
| Antrieb                                         | Vorderradantrieb           | Vorderradantrieb           | Vorderradantrieb           | Vorderradantrieb           | Vorderradantrieb           | Vorderradantrieb           | Vorderradantrieb           | Vorderradantrieb           |
| Getriebe, serienmäßig                           | 5-Gang-Schaltgetriebe      | 5-Gang-Schaltgetriebe      | 4-Stufen-Automatikgetriebe | 4-Stufen-Automatikgetriebe | 5-Gang-Schaltgetriebe      | 5-Gang-Schaltgetriebe      | 5-Gang-Schaltgetriebe      | 5-Gang-Schaltgetriebe      |
| Getriebe, optional                              | 4-Stufen-Automatikgetriebe | 4-Stufen-Automatikgetriebe | –                          | –                          | –                          | –                          | –                          | –                          |
| Messwerte                                       |                            |                            |                            |                            |                            |                            |                            |                            |
| Höchstgeschwindigkeit (Espace)                  | 175 km/h (170 km/h)        | 185 km/h (180 km/h)        | 195 km/h                   | 203 km/h                   | 167 km/h                   | 175 km/h                   | 176 km/h                   | 183 km/h                   |
| Höchstgeschwindigkeit (Grand Espace)            | 177 km/h                   | 187 km/h (182 km/h)        | –                          | 206 km/h                   | –                          | 178 km/h                   | 176 km/h                   | 183 km/h                   |
| Beschleunigung, 0–100 km/h                      | 13,7 s (15,0 s)            | 11,6 s (12,4 s)            | 11,0 s                     | 10,6 s                     | 15,0 s                     | 14,5 s                     | 13,5 s                     | 12,4 s                     |
| Kraftstoffverbrauch auf 100 km (außerstädtisch) | 7,9 l S (8,2 l S)          | 7,3 l S (7,4 l S)          | 10,6 l S                   | 8,9 l S                    | 5,7 l D                    | 6,3 l D                    | 6,1 l D                    | 6,1 l D                    |
| Kraftstoffverbrauch auf 100 km (innerstädtisch) | k. A.                      | 11,6 l S                   | k. A.                      | 16,3 l S                   | 8,2 l D                    | 10,3 l D                   | 8,8 l D                    | 8,8 l D                    |
| Kraftstoffverbrauch auf 100 km (kombiniert)     | k. A.                      | 8,9 l S                    | k. A.                      | 11,6 l S                   | 6,6 l D                    | 7,9 l D                    | 7,1 l D                    | 7,1 l D                    |

1. ↑  Werte in runden Klammern („( )“) für Automatikgetriebe.
2. ↑  Grand Espace: 14,8 s

- Die Verfügbarkeit der Motoren war von Modell, Ausstattung und Markt abhängig.